# Call of Duty: Modern Warfare (2019)

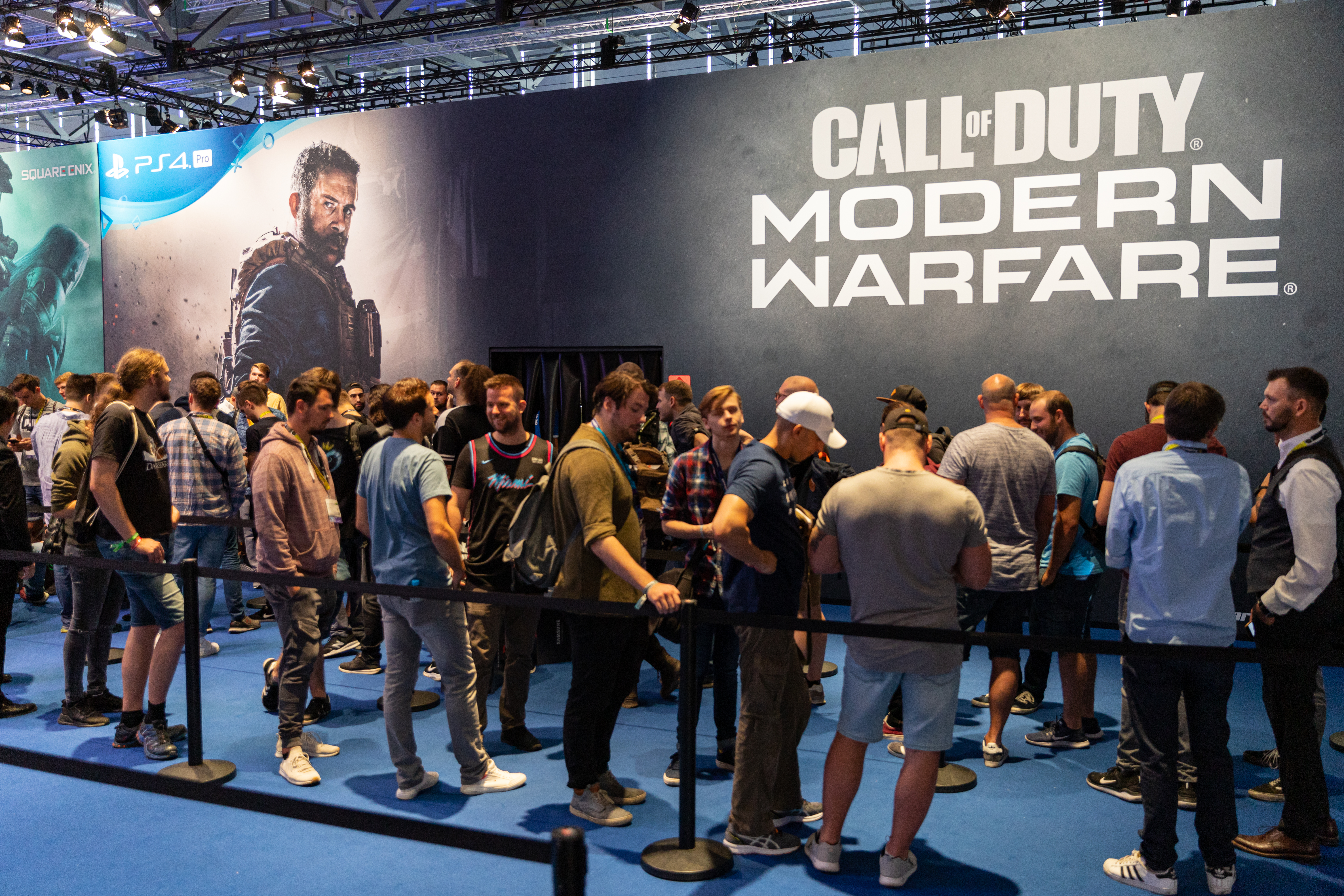
Modern Warfare auf der Gamescom 2019

Call of Duty: Modern Warfare ist ein Ego-Shooter, der am 25. Oktober 2019 von Activision veröffentlicht wurde. Das Videospiel stellt den 16. Teil der Call-of-Duty-Reihe dar und ist für Windows sowie für die Spielekonsolen Xbox One und PlayStation 4 erschienen.

## Handlung
Das Spiel stellt keine Fortsetzung zu den vorherigen Teilen der Modern-Warfare-Serie dar, es handelt sich vielmehr um einen Reboot mit einer komplett neuen Handlung. Hierbei soll es vor allem realistischer, härter und extra-authentisch zugehen, das Spiel greift dafür auf aktuelle Weltgeschehnisse zurück. Aus diesem Anlass finden sich Spieler in modernen Umgebungen wieder, in der sie hauptsächlich moralische, aber auch taktische Entscheidungen treffen müssen. Der Fokus liegt hier, anders als zu vorherigen Titeln der Call-of-Duty-Reihe, besonders auf schwierigen emotionalen Momenten. Oft ist es schwer zu erkennen, ob es sich bei einem NPC um eine Bedrohung handelt oder nicht. Der Entschluss zu schießen, ist meist dem Spieler selbst überlassen.
Hintergrund der Handlung ist eine neue Terrorgruppe, die Anschläge in Europa begeht und Zugang zu chemischen Waffen erlangt hat. US-amerikanische und britische Spezialeinheiten machen Jagd auf diese Gruppe, von der sie vermuten, dass es sich um Al-Qatala handelt, die von einem Mann mit dem Decknamen Wolf angeführt wird. Dieser Terrorist operiert in dem (fiktiven) Land Urzikstan im Kaukasus. Dort befinden sich auch russische Armeeeinheiten und es tobt ein brutaler Bürgerkrieg, der Parallelen zum Bürgerkrieg in Syrien seit 2011 aufweist. Bekanntester Akteur des Spiels ist der fiktionale Charakter Captain Price, Mitglied der englischen Special Air Service, welcher bereits in den ersten drei Modern-Warfare-Teilen eine Hauptrolle einnahm.

## Warzone
Call of Duty: Warzone ist ein kostenloses Battle-Royale-Spiel sowie Teil von Call of Duty: Modern Warfare und erschien am 10. März 2020. Käufer von Call of Duty: Modern Warfare können im Hauptmenü auf den Warzone-Spielmodus zugreifen. Call of Duty: Warzone kann aber auch eigenständig als kostenloses Spiel heruntergeladen werden. Im Spiel kann man wahlweise alleine oder mit anderen Spielern gegen bis zu 150 Spieler antreten. Im Gegensatz zu anderen Battle-Royale-Spielen gibt es keinen Permadeath und der Spieler kann durch seine Mitspieler wiederbelebt werden oder sich die Wiederbelebung in einem 1-gegen-1-Kampf in einer Arena, dem sogenannten Gulag, erspielen. Neben dem Battle-Royale-Modus gibt es auch einen Blutgeld-Modus, in dem die Spieler versuchen müssen, möglichst viel Geld auf der Karte einzusammeln. Weitere Modi sind in der Entwicklung. Ein Respawn erfolgt hier im Gegensatz zum Battle-Royale-Modus direkt nach 15 Sekunden. Am ersten Tag erreichte das Spiel über sechs Millionen Spieler, nach fünf Tagen 15 Millionen Spieler, nach zehn Tagen 30 Millionen Spieler und nach einem Monat über 50 Millionen Spieler. Ende Juni 2020 gab Activision bekannt, dass sich mehr als 75 Millionen Spieler bei Call of Duty: Warzone registriert haben. Mitte April 2021 verkündete Infinity Ward, dass Warzone die 100 Millionen-Spieler-Marke überschritten hat. So viele Spieler haben (oder hatten) das Spiel installiert.
Sowohl im Multiplayer als auch in Warzone spielt der Spieler einen der sogenannten Operatoren.
Am 16. November 2022 erschien mit Warzone 2.0 eine neue Version des Spiels.

## Entwicklung
Am 30. Mai 2019 wurde der erste Trailer zum Spiel veröffentlicht und gleichzeitig der Releasetermin bekannt gegeben. An der Entwicklung des Spiels sind ehemalige Mitarbeiter von Respawn Entertainment beteiligt. Als Art Director fungiert Joel Emslie. Das Spiel bietet sowohl eine Einzelspieler-Kampagne als auch einen Multiplayer-Modus. Der Multiplayer-Modus unterstützt auch Crossplay, womit PlayStation-, Xbox- und PC-Spieler zusammen spielen können. Erstmals seit 2013 stellt das Spiel keinen Zombie-Modus bereit, dieser wurde ersetzt durch den bekannten Koop-Spec-Ops-Modus aus Call of Duty: Modern Warfare 2 und Call of Duty: Modern Warfare 3.
Vom 22. August bis zum 25. August konnte auf der Playstation 4 die Call-of-Duty-Modern-Warfare-2v2-Alpha gespielt werden. Die Alpha beinhaltete den neuen Modus Gunfight, in dem man zu zweit gegen zwei andere Spieler auf kleinen, extra für den Modus angepassten Karten spielt. Zu Beginn der Runde erhält man eine Waffenkombination, welche sich alle zwei Runden ändert. In jeder Waffenkombination, einem sogenannten „Loadout“, sind andere Waffen sowie Primär- und Sekundärgranaten enthalten (mit der Möglichkeit, keine Granaten oder Sekundärwaffen zu erhalten). Während der Alpha wurde zudem noch ein weiterer Modus mit dem Namen „Gunfight OSP“ hinzugefügt. Dieser ist inhaltlich dem Gunfight-Modus ähnlich, allerdings startet man ohne Waffe und muss sich während der Runde Waffen und Ausrüstung suchen, welche auf der Karte verteilt sind. Ziel ist es, beide gegnerische Kontrahenten zu eliminieren. Dabei läuft ein Timer. Ist dieser abgelaufen, hat man noch eine kurze Zusatz-Zeit, um die verbleibenden Gegner zu eliminieren oder eine Flagge durch räumliche Nähe einzunehmen, die nach dem Ablauf des Timers erscheint. Gelingt beides dennoch nicht, gewinnt das Team, welches insgesamt noch am meisten Lebenspunkte hat (200 pro Team, 100 pro Spieler). In Russland wurde das Spiel nicht für PlayStation 4 veröffentlicht.

## Kontroverse
Im Spiel existiert ein Kapitel mit dem Namen Highway of Death, der in der Realität ein US-amerikanisches Kriegsverbrechen während des zweiten Golfkrieges dokumentiert. Im Spiel ist die russische Armee hierfür verantwortlich, was den Vorwurf der Geschichtsfälschung nach sich zog. Zwar sei Urzikstan unter russischer Gewaltherrschaft oder die an Al-Qaida erinnernde Terrororganisation At-Qatala wie auch die gesamte Handlung Fiktion. Die Handlung werde jedoch vielfach von realen Ereignissen wie dem Bengasi-Anschlag inspiriert. Der Entwickler wies jegliche Kritik zurück. Es solle lediglich der Schrecken des Krieges thematisiert werden. Der Highway of Death sei nur thematisch angelehnt. Ähnliche militärische Operationen seien in den letzten 50 Jahren vielfach in bewaffneten Konflikten vorgekommen.

## Rezeption
Das Spiel sei nicht ganz der erhoffte Überflieger, fühle sich jedoch fantastisch an. Es emuliere die Spielerfahrung von Rainbow Six Siege und Battlefield. In puncto Leveldesign und Spielbalance sei Nachbesserungsbedarf, da Camping eine zu verbreitete Taktik sei. Der Serien-Neustart beeindrucke nicht wie damals Call of Duty 4: Modern Warfare. Es gäbe propagandistischen Untertöne samt plumper Geschichtsfälschung, die stören. Die Kampagne sei intensiv, aber kurz mit einer schwächeren zweiten Spielhälfte. Inszenatorisch sei die Grafikkulisse deutlich verbessert. Die Gefechte fühlen sich intensiv an, die Geräuschkulisse sei der Wahnsinn und das Tempo stimme. Die Balance aus Action und ruhigen Passagen passe gut. Das Spiel setze stark auf bekannte Elemente ohne viel Neuerungen. Die Geschichte bleibe vorhersehbar, denkwürdige Momente würden fehlen. Das Waffengefühl sei überragend. Die Feuergefechte seien ungewohnt gnadenlos. Man verzichte diesmal darauf, sie mit Heldengeschichten oder Sci-Fi-Gadgets und Killstreaks zu verwässern. Die grundlegende Game Loop funktioniere hervorragend. Der Ground-War-Modus sei ein netter Bonus, könne aber Battlefield nicht das Wasser reichen. Infinity Ward spiele mit der Geschmacklosigkeit der dargestellten Kriegsverbrechen und kalkuliere damit, Kontroversen zu erzeugen. Die Inszenierung erinnere nun stärker an Six oder Sicario als Effektkino der Machart von Michael Bay. Insbesondere in den Nachteinsätzen sei die Atmosphäre dicht. Erinnerungswürdig bleibe dieser Serienteil jedoch nicht.
Aufgrund der politisch kontroversen Inhalte betrieben Nutzer aus Russland massives Review Bombing bei Metacritic.
Allein in den ersten drei Tagen wurde mit dem Ego-Shooter ein Umsatz in Höhe von 600 Millionen US-Dollar erzielt. Damit wurde ein Rekord in der Geschichte von Activision gebrochen. Das Unternehmen hatte noch nie einen erfolgreicheren Verkaufsstart gehabt.